# 巴甫利夫卡 (索菲伊夫卡市鎮)
47°42′53″N 32°15′56″E / 47.71472°N 32.26556°E
巴甫利夫卡（烏克蘭語：Павлівка）是位於烏克蘭南部的村莊，由尼古拉耶夫州巴什坦卡區的索菲伊夫卡市鎮負責管轄。該村面積0.53平方公里，海拔高度97米，2001年人口74，人口密度每平方公里139.6人。